# SGI Indigo
El Indigo, presentado como IRIS Indigo, es una línea de estaciones de trabajo desarrolladas y fabricadas por Silicon Graphics, Inc. (SGI). Fue anunciado por primera vez en julio de 1991.
Indigo se considera una de las estaciones de trabajo de gráficos más potentes de la época, y fue incomparable en el ámbito de la representación de gráficos tridimensionales acelerada por hardware.[cita requerida] Para su uso como estación de trabajo de gráficos, el Indigo estaba equipado con un framebuffer bidimensional o, para su uso como estación de trabajo de gráficos 3D, con el subsistema de gráficos Elan, el cual incluye de uno a cuatro motores de geometría (GE). SGI también vendió una versión de servidor sin adaptador de video. 
El diseño exterior del Indigo se basa en un simple motivo de cubo en color índigo. Los gráficos y otras expansiones periféricas se realizan a través del bus de expansión GIO32. 
El Indigo fue reemplazado por el SGI Indigo2, y en el segmento de mercado de bajo costo por el SGI Indy. 

## Especificaciones técnicas
El primer modelo Indigo, cuyo nombre en código fue Hollywood, se introdujo el 22 de julio de 1991. Se basa en la placa del procesador IP12, que contiene un microprocesador MIPS R3000A de 32 bits soldado en la placa, y ranuras de memoria patentadas que admiten hasta 96 MB de RAM. 
La versión posterior (nombre en código Blackjack) se basa en la placa de procesador IP20, que tiene un módulo de procesador extraíble (PM1 o PM2) conteniendo un MIPS R4000 de 64 bits (a 100 MHz) o un procesador R4400 (a 100 o 150 MHz) que implementa el conjunto de instrucciones MIPS-III. El IP20 utiliza SIMM estándar de 72 pines con paridad y tiene 12 ranuras SIMM para un total de 384 MB de RAM como máximo. 
Se usa un DSP Motorola 56000 para el audio, lo que le otorga 4 canales de audio de 16 bits. Ethernet está soportado el chipset SEEQ 80c03 junto con el HPC (controlador periférico de alto rendimiento), que proporciona el motor DMA. El HPC interactúa principalmente entre GIObus y Ethernet, SCSI (chipset wd33c93) y el DSP 56000. La interfaz del bus GIO es implementada por el PIC (Controlador de interfaz del procesador) en IP12 y MC (Controlador de memoria) en IP20. 
Gran parte del diseño del hardware se remonta a la serie SGI IRIS 4D/3x, que compartía el mismo controlador de memoria, Ethernet, SCSI y, opcionalmente, DSP como el IP12 Indigo. El 4D/30, 4D/35 e Indigo R3000 se consideran máquinas IP12 y ejecutan el mismo núcleo IRIX. El Indigo R3000 es un 4D/35 de bajo costo sin un bus VME. El PIC admite un bus de expansión VME (utilizado en la serie 4D/3x) y ranuras de expansión GIO (utilizado en el Indigo). En todos los sistemas IP12, IP20 e IP22/IP24 (ver SGI Indigo2), el HPC está conectado al bus GIO. 

## Opciones gráficas

### Modelos de entrada
Para los modelos de entrada, el búfer de marco de color de 8 bits viene en tres versiones. Una versión utiliza el bus de expansión GIO del sistema. Otro utiliza el plano posterior principal como las opciones de gráficos XS, XZ y Elan. La final es la misma, pero agrega una segunda salida de vídeo, dando a la computadora la capacidad de tener dos monitores.

### XS Graphics
La opción de gráficos XS de Indigo tiene un único motor de geometría GE7 (GE), un motor de trama RE3, un motor de comando HQ2, VC1, XMAP5. Es ideal para operaciones wireframe de bajo costo, en comparación con opciones más potentes y costosas para gráficos con textura. Como parte de la línea de gráficos Express de SGI, se produjeron cuatro opciones de gráficos XS para Indigo: el XS-8 ofrece color de 8 bits, con un módulo de video RAM VM2; el XS-Z agrega el buffer ZB-4 Z; el XS-24 agrega dos módulos VM2 y ofrece 24 y 32 bits de color, incluido el brillo; y el XS-24Z agrega un buffer Z. 

### XZ Graphics
La opción de gráficos XZ también es miembro de la línea de gráficos Express de SGI. Es similar al XS-24z, pero incluye un segundo ASIC GE7 Geometry Engine, duplicando su rendimiento de geometría. 

### Elan Graphics
Es la opción de gráficos con más prestaciones. es miembro de la línea de gráficos Express de SGI. Es como el XS-24z y el XZ, pero con 4 ASIC del motor de geometría GE7, lo que le da el doble de rendimiento que la opción XZ. 

## Sistema operativo
El Indigo fue diseñado para ejecutar IRIX, la versión SGI de Unix. Los modelos con procesadores R3000 son compatibles con IRIX versión 5.3, e Indigo equipado con un procesador R4000 o R4400 puede funcionar con IRIX 6.5.22. 
Además, el sistema operativo NetBSD gratuito similar a Unix tiene soporte para los Indigo IP12 e IP20 como parte del puerto sgimips. 